# Vascones

Vị trí các bộ lạc của người Vascones.

Người Vascones (số ít là Vasco, từ tiếng Latin gens Vasconum) là một bộ lạc ở bán đảo Iberia trước thời La Mã. Vào thời điểm người La Mã đặt chân tới, khoảng thế kỷ thứ nhất trước công nguyên, người Vascones sinh sống trong một vùng lãnh thổ mà trải dài giữa khu vực thượng nguồn của sông Ebro và lòng chảo phía Nam của miền Tây dãy núi Pyrenees, vùng lãnh thổ này ngày nay tương ứng với vùng đất Navarre, miền tây Aragon và phía đông bắc La Rioja của bán đảo Iberia . Người Vascones thường được coi là tổ tiên của người Basques ngày nay. (Vasco trong tiếng Tây Ban Nha, Basco trong tiếng Bồ Đào Nha, Basque trong tiếng Pháp / Anh)

## Lãnh thổ

### Thời kỳ La Mã
Vùng đất nơi mà người Vascones sinh sống vào thời cổ đại đã được mô tả trong các ghi chép của các tác giả cổ đại, từ giữa thế kỷ 1 trước Công nguyên và thế kỷ thứ 2 sau công nguyên, như Livius, Strabo, Pliny Già và Ptolemy. Mặc dù những văn bản này được nghiên cứu  như là các nguồn tham khảo, một số tác giả đã chỉ ra sự thiếu đồng nhất rõ ràng và ngoài ra còn tồn tại những mâu thuẫn bên trong các ghi chép này, đặc biệt là với Strabo.